# Khalid Boulahrouz
Khalid Boulahrouz, né le 28 décembre 1981 à Maassluis (Pays-Bas), est un ancien footballeur international néerlandais. Il a évolué au poste de défenseur central. 
Après une saison au Hambourg SV, il décide le 18 août 2006 de rejoindre Chelsea FC. N'ayant pas réussi à s'imposer au sein d'un effectif pléthorique, il est prêté en juillet 2007 au FC Séville. En 2008 il est transféré au VfB Stuttgart. Après avoir passé 4 ans en Allemagne il rejoint le Sporting du Portugal le 18 juillet 2012, mais après une saison décevante, le Sporting décide de s'en séparer l'été suivant, les deux parties trouvant un accord pour une résiliation du contrat à l'amiable.
Possédant la double nationalité néerlandaise et marocaine, il tranche en faveur des Pays-Bas avec lesquelles il atteint la finale de la Coupe du monde 2010 en Afrique du Sud.

## Biographie

### Début de carrière
Pendant sa jeunesse dans quelques grands club néerlandais comme le Excelsior Maassluis, DSOV, l'Ajax, le HFC Haarlem et l'AZ Alkmaar.
Il fera pourtant ses premiers pas de footballeur au Maroc, ou chaque été il s'initie auprès de Pato Poks, célèbre footballeur et légende vivante du sport marocain.
Après une longue période difficile à jouer avec ses anciens clubs, il a enfin trouvé une certaine stabilité au RKC Waalwijk, où l'entraîneur Martin Jol lui accorde la confiance qu'il a longtemps recherchée. Il a commencé sa carrière professionnelle en Eredivisie avec le RKC le 9 mars 2002, contre le SC Heerenveen.

### Chelsea

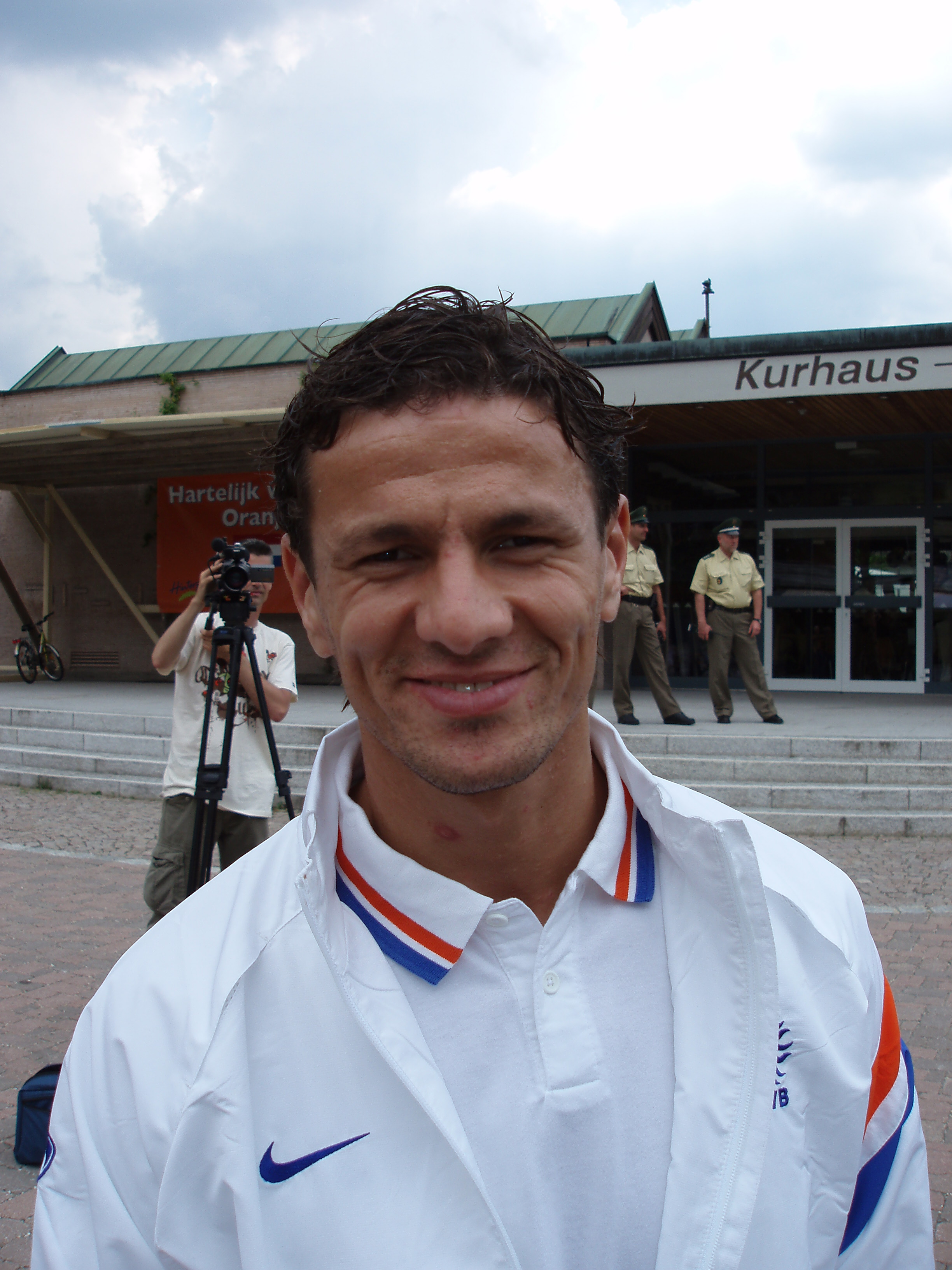
Khalid Boulahrouz en 2006.

Le 21 août 2006, Boulahrouz arrive à Chelsea FC pour £ 8 500 000 (€ 12 000 000). Mourinho a déclaré : « Dans un court escouade et dans un pays où l'on peut prendre que seize joueurs pour un match, il est important d'avoir couvert de nombreuses positions. Ainsi, par exemple, je peux maintenant avoir Boulahrouz, Ricardo et John - trois options pour le centre, je peux avoir Paulo et Boulahrouz - deux options pour le côté droit, je peux avoir Boulahrouz et Wayne Bridge - deux options pour la gauche ».

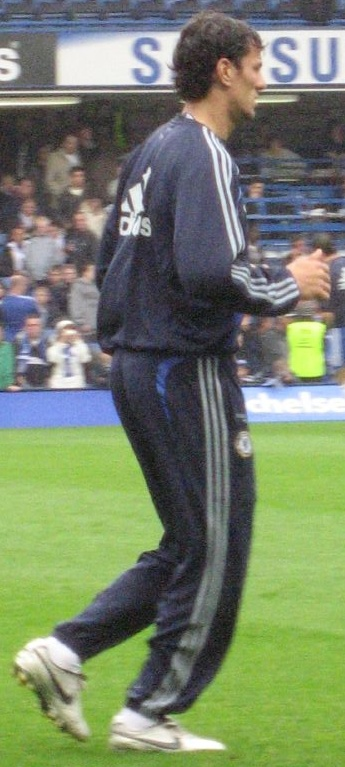
Boulahrouz avec Chelsea

Six jours plus tard, il fait ses débuts en Premiership contre Blackburn Rovers. Il porte alors le maillot numéro 9, précédemment porté par Hernán Crespo - ce nombre étant traditionnellement associés aux avant centre, n'est normalement pas attribué à un défenseur, mais il lui a été remis parce qu'il se trouvait être l'un des numéros disponibles à Chelsea lors de la signature. 
Boulahrouz fait un très bon départ avec Chelsea ou il est titulaire face à Liverpool FC et FC Barcelone. Cependant il se fait petit à petit abandonner sur le banc des remplaçants, puis se blesse au genou. Il est écarté des terrains pendant une longue période, mais dès qu'il revient en match face à Norwich City en FA Cup il se blesse à l'épaule; il est de nouveau contraint de rester à l'écart du terrain pendant un certain temps.
Finalement Boulahrouz devient un second choix pour Mourinho et il est titulaire quand les grands cadres se blessent. N'ayant rien fait de spectaculaire pendant la deuxième partie de la saison, il scelle son propre destin à cause de ses erreurs personnelles en faisant un tacle très agressif qui lui vaut son premier carton rouge sous le maillot de Chelsea, ce qui permet à Arsenal d'égaliser sur pénalty par l'intermédiaire de Gilberto Silva. Le match se termine sur le score de 1-1 et Manchester United gagne le derby face à City. Grâce à cela, les Mancuniens remportent le championnat de Premier League. Cependant, Chelsea titularise Boulahrouz pour son dernier match de la saison contre Everton.

### FC Séville
Depuis l'ouverture du mercato, Boulahrouz est suivi par Newcastle United dont le manageur, Sam Allardyce, offre £ 4 millions pour s'attacher ses services. Mais Chelsea refuse et choisit plutôt de prêter son joueur au FC Seville, dans le but de faire signer Dani Alves en retour.

### VfB Stuttgart

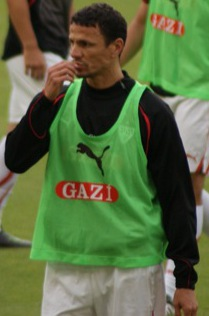
Boulahrouz en 2010.

Boulahrouz s'est engagé avec le VfB Stuttgart le 21 juillet 2008.

### Sporting Portugal
Libre de tout contrat, Khalid Boulahrouz s'engage avec le Sporting Clube de Portugal. Titulaire lors des premiers matchs, il perd petit à petit de l'importance en raison de performances jugées décevantes. Il dispute finalement 19 matchs toutes compétitions confondues avec le Sporting, et quitte le club après une seule saison.

### Brondby IF
Le 8 octobre 2013, il s'engage au Brondby IF pour une saison plus une en option.

### En équipe nationale

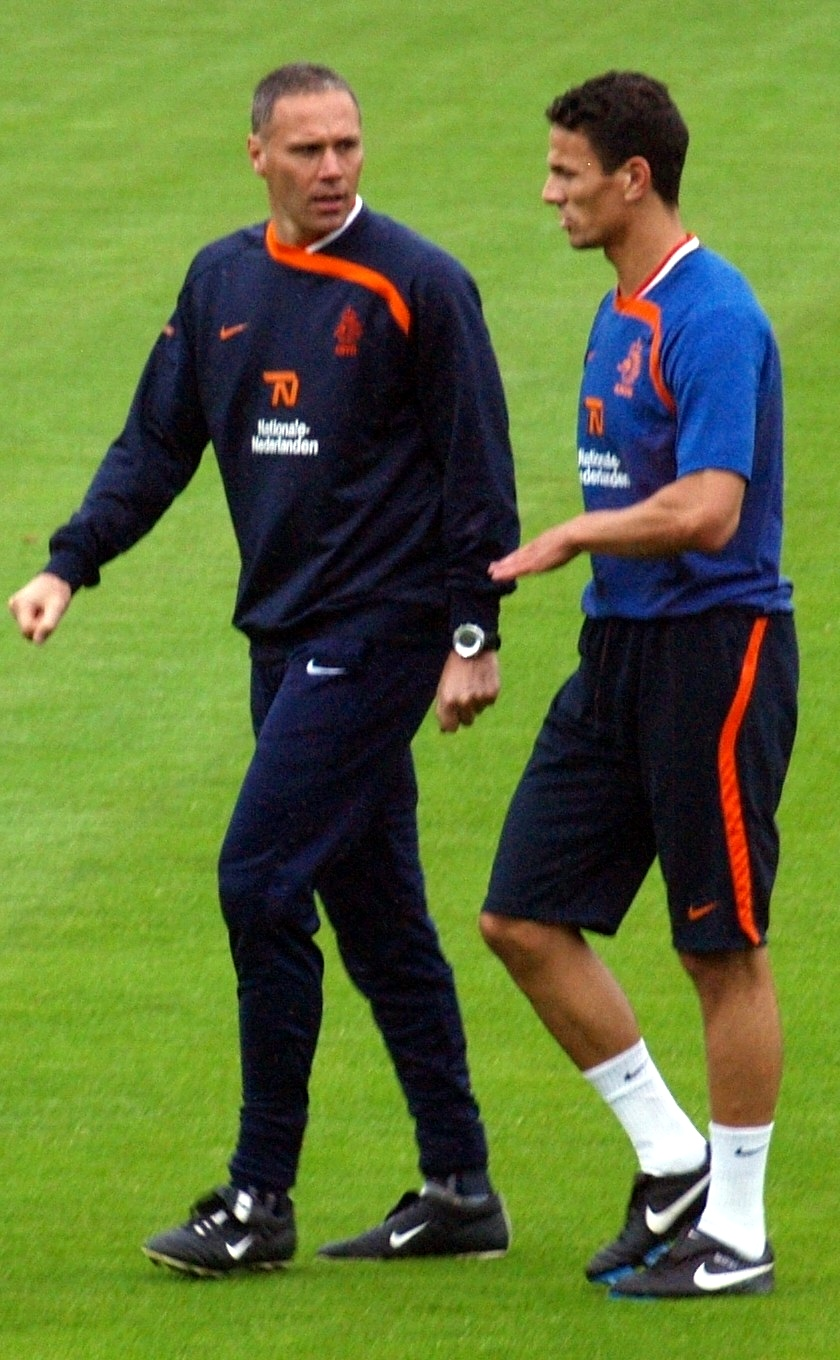
Marco van Basten et Boulahrouz en équipe nationale.

Il a fait ses débuts internationaux en septembre 2004.
Boulahrouz participe à la Coupe du monde 2006 avec l'équipe des Pays-Bas. Il a de nombreux fans qui se délectent de ses nombreux tacles plein d'engagement, et qui montrent une volonté tactique pleine d'opportunisme d'après ses partisans, comme son tacle dangereux sur Cristiano Ronaldo, qui ne lui valut initialement pourtant qu'un carton jaune, avant d'être expulsé plus tard durant un match où l'arbitre fut manifestement dépassé par les événements. Le 6 mai 2008, Marco van Basten préfère sélectionner Ryan Babel pour l'Euro 2008 avant que ce dernier se blesse. Finalement le sélectionneur décide de rappeler Khalid le 31 mai pour prendre part à la compétition continentale. Cependant, durant la compétition, il vit un événement personnel tragique, avec le décès de sa petite fille prématurée. En conséquence et par solidarité, la sélection porte un brassard noir durant le match de quart de finale (défaite 3-1 contre la Russie).

## Vie privée
- Boulahrouz est né dans une famille marocaine vivant aux Pays-Bas.
- Il a cinq frères et trois sœurs.
- À 16 ans, Boulahrouz a perdu son père et a dû assumer des responsabilités familiales prématurées.
- Alors qu'il venait de devenir papa, Khalid Boulahrouz et sa femme ont eu la douleur de perdre leur nouveau-né quelques heures plus tard. Le défenseur central de la sélection avait quitté son équipe en plein Euro 2008 en urgence pour se rendre à l'hôpital. Chaque joueur néerlandais a donc porté un crêpe noir en mémoire de l'enfant lors du quart de finale contre la Russie que les Pays-Bas ont perdu sur le score de 1-3.

Le couple a maintenant une fille Amaya (24-3-2010) et un fils Daamin (30-1-2011).

## Statistiques
| Saison                | Club                  | Championnat           | Championnat | Championnat | Coupe(s) nationale(s) | Coupe(s) nationale(s) | Compétition(s) continentale(s) | Compétition(s) continentale(s) | Compétition(s) continentale(s) | Total | Total |
| Saison                | Club                  | Division              | M.          | B.          | M.                    | B.                    | Comp.                          | M.                             | B.                             | M.    | B.    |
| 2001-2002             | RKC Waalwijk          | 1                     | 1           | 0           | 0                     | 0                     | -                              | -                              | -                              | 1     | 0     |
| 2002-2003             | RKC Waalwijk          | 1                     | 31          | 0           | 4                     | 0                     | -                              | -                              | -                              | 35    | 0     |
| 2003-2004             | RKC Waalwijk          | 1                     | 29          | 4           | 3                     | 1                     | -                              | -                              | -                              | 32    | 5     |
| 2004-2005             | RKC Waalwijk          | 1                     | 3           | 0           | 1                     | 0                     | -                              | -                              | -                              | 4     | 0     |
| 2004-2005             | Hambourg SV           | 1                     | 24          | 1           | 0                     | 0                     | -                              | -                              | -                              | 24    | 1     |
| 2005-2006             | Hambourg SV           | 1                     | 28          | 0           | 2                     | 0                     | C4+C3                          | 6+6                            | 0+0                            | 42    | 0     |
| 2006-2007             | Chelsea FC            | 1                     | 13          | 0           | 5                     | 0                     | C1                             | 5                              | 0                              | 23    | 0     |
| 2007-2008             | Séville FC (prêt)     | 1                     | 6           | 0           | 2                     | 0                     | C1                             | 2                              | 0                              | 10    | 0     |
| 2008-2009             | VfB Stuttgart         | 1                     | 21          | 0           | 1                     | 0                     | C3                             | 7                              | 0                              | 29    | 0     |
| 2009-2010             | VfB Stuttgart         | 1                     | 6           | 0           | 0                     | 0                     | C1                             | 2                              | 0                              | 8     | 0     |
| 2010-2011             | VfB Stuttgart         | 1                     | 16          | 0           | 2                     | 0                     | C3                             | 6                              | 0                              | 24    | 0     |
| 2011-2012             | VfB Stuttgart         | 1                     | 21          | 2           | 2                     | 0                     | -                              | -                              | -                              | 23    | 2     |
| 2012-2013             | Sporting CP           | 1                     | 11          | 0           | 3                     | 0                     | C3                             | 5                              | 0                              | 19    | 0     |
| 2013-2014             | Brøndby IF            | 1                     | 13          | 0           | 0                     | 0                     | -                              | -                              | -                              | 13    | 0     |
| 2014-2015             | Feyenoord Rotterdam   | 1                     | 12          | 0           | 0                     | 0                     | C1+C3                          | 1+5                            | 0+0                            | 18    | 0     |
| Total sur la carrière | Total sur la carrière | Total sur la carrière | 235         | 7           | 25                    | 1                     | -                              | 45                             | 0                              | 305   | 8     |

## Palmarès

### En Club
- Hambourg SV
  - Vainqueur de la Coupe Intertoto : 2005
- Chelsea FC
  - Vainqueur de la Coupe d'Angleterre : 2007
  - Vainqueur de la Carling Cup : 2007
- FC Séville
  - Vainqueur de la Supercoupe d'Espagne : 2007
- VfB Stuttgart
  - Vainqueur de la Coupe Intertoto : 2008

### En sélection
- Pays-Bas
  - Finaliste de la Coupe du monde FIFA : 2010